# Bend Over And Pray The Lord
Bend Over And Pray The Lord var ett studioalbum av finska hårdrocksband Lordi. Det släpptes den 20 april 2024.
Ursprungligen var albumet det första planerade studioalbumet av det Lordi, och  skulle ha släppts år 1999, men på grund av att skivbolaget gick i konkurs släpptes det aldrig, och cirkulerade inte omkring på nätet heller. En video till låten Get Heavy skulle precis göras när beskedet kom. Bandet bestod då av Mr Lordi på sång, Enary på keyboard, G-Stealer på bas och Amen-Ra på gitarr. Bandet hade då ingen trummis utan använde en trummaskin istället. Musiken vad mer industriell än deras senare verk, i stil med Rob Zombie och liknande band. Många låtar på albumet har återanvänds eller bidragit till refränger och riff på bandets debutalbum Get Heavy (2002).

## Låtlista
1. Get Heavy - 3:00
2. Playing the Devil (Bend Over and Pray the Lord) - 4:10
3. Cyberundertaker - 4:35
4. Steamroller - 4:42
5. Almost Human (Kiss-cover) - 3:14
6. Idol - 5:12
7. Paint in Blood - 3:48
8. Death Suits You Fine - 3:55
9. I Am the Leviathan - 3:26
10. Take Me to Your Leader - 4:25
11. Monstermotorhellmachine - 5:13
12. The Dead Are the Family - 3:35
13. White Lightning Moonshine - 5:07
14. With Love and Sledgehammer - 3:59